# Gora, Krško
Gora este o localitate din comuna Krško, Slovenia, cu o populație de 45 de locuitori.